# Парламентские выборы в Испании (1907)
Парламентские выборы 1907 года в Испании прошли 21 апреля.

## Предыстория
25 ноября 1905 года военные напали на редакции каталонских еженедельников «Кукушка» (кат. ¡Cu-Cut!) и «Голос Каталонии» (кат. La Veu de Catalunya), опубликовавшими незадолго до этого антимилитаристские карикатуры. Нападение, вошедшее в историю как «Инцидент ¡Cu-Cut!» вызвало большой резонанс как в Каталонии, так и по всей Испании, приведя к серьёзному политическому кризису. 1 декабря после отказа короля Альфонсо XIII наказать виновных, председатель Совета министров Эухенио Монтеро Риос ушёл в отставку. Новым главой кабинета стал его давний оппонент, лидер умеренного крыла Либеральной партии Сехизмундо Морет, согласившийся принять Акт о юрисдикции (исп. Ley de Jurisdicciones) по которому все преступления «против страны или армии» передавались в юрисдикцию военной юстиции.
Инцидент ¡Cu-Cut!, отставка Монтеро Риоса и принятие Акта о юрисдикции лишь обострили борьбу в либеральном лагере, приведя к частой смене премьер-министров. 6 июля 1906 года правительство Испании возглавил генерал Хосе Лопес Домингес, которого поддержали как большая часть либералов, так и демократы. 20 ноября того же 1906 года к власти вернулся умеренный Сехизмундо Морет, но уже 4 декабря его во главе Совета министров сменил лидер левого крыла либералов Антонио Агилар. Он руководил правительством до 25 января 1907 года, после чего власть перешла в руки консерваторов. Новым премьер-министром стал Антонио Маура, вскоре принявший решение распустить нижнюю палату парламента и назначить досрочные выборы.
На выборы 1907 года впервые с 1886 года консерваторы, сумев преодолеть внутренние разногласия, пошли единым списком от имени Либерально-консервативной партии. Их оппоненты из Либеральной партии, наоборот, разделились. После того как борьбу за лидерство в Либеральной партии выиграл Морет, демократы (Монархическая демократическая партия, созданная левым либералом Хосе Каналехасом) разорвали свой союз с либералами и пошли на выборы самостоятельно.
Инцидент с ¡Cu-Cut! и отказ центральных властей наказать виновных вызвал возмущение в Каталонии и привёл к созданию коалиции «Каталанская солидарность» (кат. Solidaritat Catalana) во главе с лидером автономистов из Регионалистской лиги Энриком Пратом-де-ла-Риба, объединившей большую часть каталонских политиков. В коалицию помимо Регионалистской лиги также вошли каталонское отделение Республиканского союза, Федеративная демократическая республиканская партия, каталонские карлисты, Республиканский националистический центр, Национальная католическая партия и независимые каталанисты.
В Наварре местные карлисты, интегристы и консерваторы объединились в «Католический антилиберальный альянс» (исп. Alianza Católica Antiliberal).
Партия Республиканский союз Николаса Сальмерона принимала участие в выборах самостоятельно, за исключением своего отделения в Каталонии, примкнувшего к «Каталанской солидарности». Федеративная демократическая республиканская партия и Республиканский националистический центр, созданный в 1904 году Жауме Карнером из числа бывших членов Регионалистской лиги и Каталонского союза, вошли в состав общекаталонской коалиции. В то же время Висенте Бласко Ибаньес покидает партию Сальмерона и создаёт свою, назвав её Республиканский автономистский союз. Покинул ряды республиканцев и Алехандро Леррус Гарсиа, к тому времени уже порвавший с каталонским национализмом, и решивший пойти на выборы со своими сторонниками как республиканцы-антисолидаристы.
Впервые в истории Испании в выборах приняли участие социалисты, правда не сумев провести своих представителей в парламент.

## Результаты
21 апреля были избраны 404 члена Конгресса депутатов.
Победу на выборах одержала Либерально-консервативная партия. Считая союзников из числа баскских династистов и наваррских карлистов и традиционалистов, партия смогла получить 249 мест в Конгрессе депутатов (61,63 %).. Их главным оппонентам, либералам Морета и Каналехаса пришлось удовлетвориться 82 местами (20,30 %). Очень успешным оказалось выступление каталонских регионалистов, в то время как республиканцы несколько уменьшили своё представительство в Конгрессе депутатов.
Итоги выборов в Конгресс депутатов Испании 21 апреля 1907 года
| Партии и коалиции                                            | Партии и коалиции                         | Партии и коалиции                                | Партии и коалиции                     | Лидер                          | Голоса | Голоса | Голоса | Места      | Места | Места  |
| Партии и коалиции                                            | Партии и коалиции                         | Партии и коалиции                                | Партии и коалиции                     | Лидер                          | #      | %      | +/−    | Места      | +/−   | %      |
| ------------------------------------------------------------ | ----------------------------------------- | ------------------------------------------------ | ------------------------------------- | ------------------------------ | ------ | ------ | ------ | ---------- | ----- | ------ |
|                                                              |                                           | Либерально-консервативная партия                 | исп. Partido Liberal-Conservador, PLC | Антонио Маура                  |        | 60     |        | 249        | ▲149  | 61,63  |
| Все консерваторы                                             | Все консерваторы                          | Все консерваторы                                 | Все консерваторы                      | Все консерваторы               |        | 60,0   |        | 249        | ▲149  | 61,63  |
|                                                              |                                           | Либеральная партия                               | исп. Partido Liberal, PL              | Сехизмундо Морет               |        | 17,7   |        | 73         | ▼154  | 18,07  |
|                                                              | Монархическая демократическая партия      | исп. Demócrata Monárquico, PDM                   | Хосе Каналехас                        |                                | 2,6    |        | 9      | н/д        | 2,23  |        |
| Все либералы                                                 | Все либералы                              | Все либералы                                     | Все либералы                          | Все либералы                   |        | 20,3   |        | 82         | ▼145  | 20,30  |
|                                                              |                                           | Каталанская солидарность                         | исп. Solidaritat Catalana, SC         | Энрик Прат-де-ла-Риба          |        | 6,9    |        | 40         | ▲33   | 9,90   |
| Все регионалисты                                             | Все регионалисты                          | Все регионалисты                                 | Все регионалисты                      | Все регионалисты               |        | 6,9    |        | 40         | ▲33   | 9,90   |
|                                                              |                                           | Республиканский союз                             | исп. Partido Unión Republicana, PUR   | Николас Сальмерон              |        | 3,2    |        | 13         | ▼14   | 3,22   |
|                                                              | Республиканский автономистский союз       | исп. Partido Unión Republicano Autonomista, PURA | Висенте Бласко Ибаньес                |                                | 1,1    |        | 2      | Первый раз | 0,50  |        |
|                                                              | Республиканцы-антисолидаристы             | исп. Republicanos Antisolidarios, RAS            | Алехандро Леррус Гарсиа               |                                | 0,9    |        | 1      | Первый раз | 0,25  |        |
|                                                              | Испанская социалистическая рабочая партия | исп. Partido Socialista Obrero Español, PSOE     | Пабло Иглесиас                        |                                | 0,2    |        | 0      | Первый раз | —     |        |
| Все республиканцы                                            | Все республиканцы                         | Все республиканцы                                | Все республиканцы                     | Все республиканцы              |        | 12,3   |        | 26         | ▼5    | 6,44   |
|                                                              |                                           | Традиционалистское причастие                     | исп. Comunión Tradicionalista, CT     | Матиас Баррио Мьер             |        | 1,4    |        | 8          | ▲4    | 1,98   |
|                                                              | Независимые католики                      | исп. Católico independiente                      | Фернандо Мария Ибарра                 |                                | —      |        | 4      | ▲1         | 0,99  |        |
|                                                              | Национальная католическая партия          | исп. Partido Católico Nacional, PCN              | Хуан Оласабаль                        |                                | 0,5    |        | 2      | ▬          | 0,50  |        |
| Все карлисты и традиционалисты                               | Все карлисты и традиционалисты            | Все карлисты и традиционалисты                   | Все карлисты и традиционалисты        | Все карлисты и традиционалисты |        | 1,9    |        | 14         | ▲5    | 3,47   |
|                                                              | Независимые                               | Независимые                                      | Независимые                           | Независимые                    |        | —      |        | 3          | ▼1    | 0,74   |
|                                                              |                                           |                                                  |                                       |                                |        |        |        |            |       |        |
| Всего                                                        | Всего                                     | Всего                                            | Всего                                 | Всего                          | н/д    | 100,00 |        | 404        | ▬     | 100,00 |
|                                                              |                                           |                                                  |                                       |                                |        |        |        |            |       |        |
| Источник: - Historia Electoral - Spain Historical Statistics |                                           |                                                  |                                       |                                |        |        |        |            |       |        |

1. ↑  Включая двоих баскских династистов и депутатов от «Католического антилиберального альянса» (Наварра)
2. ↑  Включая депутатов-демократов, в 1905 году избранных по совместному списку с либералами
3. ↑  Включая депутатов от Регионалистской лиги (14 мандатов), республиканцев-федералистов (6), каталонских карлистов (6), Республиканского националистического центра (3), независимых каталанистов (2) и каталонского отделения Республиканского союза (9)
4. ↑  Включая 9 депутатов от каталонского отделения партии избранных по спискам коалиции «Каталанская солидарность»
5. ↑  Включая депутатов-республиканцев, избранных по спискам коалиции «Каталанская солидарность», и независимого республиканца
6. ↑  Включая 6 каталонских карлистов, избранных по спискам коалиции «Каталанская солидарность», и депутатов от Католического антилиберального альянса (Наварра)
7. ↑  Включая депутатов от Католического антилиберального альянса (Наварра)
8. ↑  Учтены голоса отданные за карлистов и интегристов
9. ↑  Включая независимого республиканца, независимого традиционалиста и независимого галисийского автономиста

## Результаты по регионам
Либерально-консервативная партия заняла первое место по количеству избранных депутатов в 36 провинциях. «Каталанская солидарность» выиграла выборы в 4 каталонских провинциях (Льейда, Жирона, Барселона и Таррагона), либералы смогли победить только в 3 провинциях (Понтеведра, Самора и Уэска). В Наварре победу одержал Католический антилиберальный альянс, объединивший местных либерал-консерваторов, карлистов и интегристов, в Гипускоа победили независимые католики. В провинциях Луго, Логроньо (ныне Риоха) и Гвадалахаре мандаты поделили либералы и консерваторы, в Алаве места достались династическим партиям, карлистам и республиканцам. В Барселоне все 7 мандатов достались «Каталанской солидарности» (по 2 Регионалистской лиге и Республиканскому союзу, также были избраны республиканец-федералист, республиканец-националист и независимый каталанист). Консерваторы одержали победу в Мадриде (5 мандатов из 8, оставшиеся 3 достались Республиканскому союзу). В Севилье победу поделили консерваторы и либералы, взяв по 2 мандата из 5, ещё один завоевал Республиканский союз. В Валенсии все 3 мандата достались республиканцам, в том числе, 2 взяли республиканцы-автономисты Бласко Ибаньеса и один республиканцы-антисолидаристы (Алехандро Леррус).

## После выборов
12 октября 1907 года новым председателем Конгресса депутатов был избран Эдуардо Дато (Либерально-консервативная партия), за которого проголосовали 205 парламентариев (либералы не голосовали). Председателем Сената стал Марсело Аскаррага Пальмеро (Либерально-консервативная партия). Последнее заседание парламента состоялось в октябре 1909 года в рамках антиправительственной кампании «Маура нет», в которой приняли участие и либералы и республиканцы.
В декабре 1908 года в Барселоне были проведены частичные выборы, которые выиграла недавно основанная Алехандро Леррусом Радикальная республиканская партия (3 мандата), ещё один мандат завоевала Регионалистская лига. Эти выборы показали, что каталонские избиратели окончательно отвернулись от традиционных династических партий (Либеральной и Либерально-консервативной), тем самым положив в Каталонии конец двухпартийной системе, сформированной ещё в 1880-х годах. С тех пор в Каталонии политическая борьба велась между Регионалистской лигой и республиканскими партиями.
Правительство Антонио Маура продержалось более 2,5 лет, успев разработать новые законы о выборах, забастовках, воскресном отдыхе, создании Национального института страхования, модернизации военно-морского флота и о местном самоуправлении. Во внешней политике Маура способствовал сближению Испании с Францией и Англией. Также на время его правления пришлась Испано-марокканская война 1909 года. Поражение в каньоне Лобо, большие потери и необходимость увеличения армии в Марокко вынудили власти объявить новый призыв, что спровоцировало антимилитаристские выступления, самым крупным и кровавым из которых стала «Трагическая неделя» в Каталонии. Многочисленные жертвы в ходе подавления барселонского восстания, аресты его участников, пятеро из которых из были казнены, в том числе известный педагог-анархист и лидер антиклерикалов Франциско Феррер Гуардия, который во время «Трагической недели» находился в Англии, вызвали волну протестов как в Испании, так и за границей. В результате в октябре 1909 года кабинет Маура пал, власть перешла в руки либералов.
21 октября 1909 года кабинет министров возглавил Сехизмундо Морет. Из-за продолжающегося противостояния внутри Либеральной партии новый кабинет Морета продержался лишь до 9 февраля 1910 года, будучи сменён на правительство демократов и левых либералов во главе с Хосе Каналехасом, который и провёл новые выборы.